# 앤아버 병기
앤아버 병기(Ann Arbor staging)은 혈액암의 일종인 림프종에서 TNM 분류 대신에 병기를 설정하는 데 사용하는 분류법이다. 호지킨 림프종에 적용되는 것을 원칙으로 하나 일부 비호지킨 림프종에서도 앤아버 병기분류법을 적용할 수 있다.
앤아버 병기는 4단계로 세분화되며 종양의 분포와 증상의 유무를 통하여 결정된다. 병기를 결정하기 위해 조직검사, CT, PET 등 다양한 검사를 시행할 수 있다.

## 병기 설정
병기는 1기~4기의 숫자와 A, B, E, S 등의 알파벳으로 표시할 수 있다.

## 같이 보기
- 림프종
- TNM 분류
- B증상
- 국제예후인자 (IPI)
- 국제예후점수 (IPS)

## 추가 문헌
- Citation classics 보관됨 2009-03-20 - 웨이백 머신 (영어) (PDF, Current Contents/Clinical Practice 1983;50:22)—Prof. Paul P. Carbone commenting on the impact of the Ann Arbor classification (from the Citation Classics library)